# Sporisorium dembianense
Sporisorium dembianense är en svampart som först beskrevs av Bacc., och fick sitt nu gällande namn av Vánky 2003. Sporisorium dembianense ingår i släktet Sporisorium och familjen Ustilaginaceae.   Inga underarter finns listade i Catalogue of Life.